# Бигатус

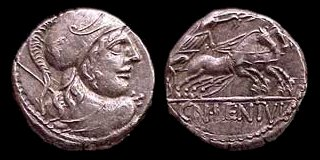
На аверсе бигатуса голова Марса, на реверсе бига.

Бигатус (лат. bigatus) — серебряная монета, тип денария, отчеканенный с изображением биги на реверсе монеты. Бига — колесница, запряжённая двумя лошадьми. Монеты появились в употреблении во II веке до н. э. как альтернатива викториата. Большинство исследователей склоняется к мнению, что монета употреблялась позже 190 года до н. э. Денарий с изображением колесницы с четырьмя лошадьми был уже в употреблении под названием «квадригат».
В своем описании Германии, Тацит (56-117 н. э.) отмечает, что, германцы, живущие по берегам рек Рейн и Дунай, ценят золото и серебро для использования в торговле. Живущие внутри страны пользуются меновой формой торговли. Из монет предпочитают серраты и бигатусы. Монеты были покрыты ценными металлами извне и дешевыми внутри. Начали циркулировать со времен Юлия Цезаря. Они и были причинами опасений.